# ريكي رود
ريكي رود (بالإنجليزية: Ricky Rudd)‏ هو مالك فريق ناسكار ‏ أمريكي، ولد في 12 سبتمبر 1956 في نورفولك في الولايات المتحدة.

## وصلات خارجية
- ريكي رود على موقع Racing-Reference.info (الإنجليزية)
- ريكي رود على موقع DriverDB.com (الإنجليزية)
- ريكي رود على موقع قاعة فرجينيا للمشاهير الرياضية (الإنجليزية)
- ريكي رود على موقع IMDb (الإنجليزية)
- ريكي رود على موقع إن إن دي بي (الإنجليزية)